# Tatyana Roslanova
Tatiana Leondinovna Khadjimouradova (en russe : Татьяна Леонидовна Хаджимурадова), née Roslanova (Росланова) le 28 septembre 1980 à Aktioubinsk, en RSS kazakhe, est une athlète kazakhe spécialiste du 400 mètres et du 800 mètres. 

## Carrière

### Palmarès
| Date | Compétition                  | Lieu    | Résultat | Épreuve   | Performance   |
| ---- | ---------------------------- | ------- | -------- | --------- | ------------- |
| 2002 | Jeux asiatiques              | Busan   | 2e       | 4 x 400 m | 3 min 31 s 72 |
| 2002 | Championnats d'Asie          | Colombo | 1re      | 400 m     | 52 s 61       |
| 2003 | Championnats d'Asie          | Manille | 2e       | 800 m     | 2 min 02 s 41 |
| 2004 | Championnats d'Asie en salle | Téhéran | 1re      | 400 m     | 54 s 46       |
| 2005 | Universiade                  | Izmir   | 3e       | 400 m     | 52 s 46       |
| 2005 | Championnats d'Asie          | Incheon | 4e       | 400 m     | 52 s 96       |
| 2005 | Championnats d'Asie          | Incheon | 2e       | 4 x 400 m | 3 min 32 s 61 |

### Records
| Épreuve    | Performance   | Lieu    | Date        |
| ---------- | ------------- | ------- | ----------- |
| 400 mètres | 50 s 68       | Almaty  | 5 juin 2004 |
| 800 mètres | 1 min 59 s 50 | Bichkek | 30 mai 2004 |